# باول وينت
باول وينت (بالإنجليزية: Paul Went)‏ هو لاعب كرة قدم بريطاني في مركز الوسط، ولد في 12 أكتوبر 1949 في لندن في المملكة المتحدة، وتوفي في 5 يناير 2017. شارك مع منتخب إنجلترا تحت 19 سنة لكرة القدم. أما مع النوادي، فقد لعب مع تشارلتون أثلتيك وكارديف سيتي ونادي بورتسموث ونادي فولهام ونادي ليتون أورينت.